# (8368) Lamont
(8368) Lamont est un astéroïde de la ceinture principale.

## Description
(8368) Lamont est un astéroïde de la ceinture principale. Il fut découvert le 20 février 1991 à Siding Spring par Robert H. McNaught. Il présente une orbite caractérisée par un demi-grand axe de 2,37 UA, une excentricité de 0,15 et une inclinaison de 1,3° par rapport à l'écliptique.
Il est nommé d'après Johann von Lamont.